# 栃木県立県央産業技術専門校
栃木県立県央産業技術専門校（とちぎけんりつけんおうさんぎょうぎじゅつせんもんこう）は、栃木県立の職業能力開発校である。普通職業訓練のうち、普通課程を実施する。

## 概要
県央校では本科と呼ばれる、高等学校卒業者等を入学対象とする2年間の課程を行う。入校には入校試験料、入校料、授業料が必要である。2010年度より本科は県央校に集約されている。
県南校および県北校は、短期訓練として離転職者の訓練を行っている。

## 各施設の概要

### 県央校
以下の5科がある。定員は機械技術科は40名、他は20名、訓練期間は2年である。
- 機械技術科
- 制御システム科
- 自動車整備科
- 建築設備科（建築設計科と設備システム科を再編）
- 情報ネットワーク科（2010年度設置）

### 県南校
以下の4科がある。定員は各科10名、訓練期間は6か月～1年である。
- 機械加工科
- NC機械科
- 板金溶接科
- 電気設備科

### 県北校
以下の3科がある。定員は、各科10名、訓練期間は6か月～1年である。
- 生産エンジニア科
- 通信エンジニア科（2010年度に県央校に移転[3]）
- サービスエキスパート科